# 索菲·帕斯科
索菲·弗朗西斯·帕斯科女爵士 DNZM（1993年1月8日—）是新西兰原残疾人游泳运动员。自2008年北京残奥会以来，其代表新西兰四入残奥，合计获得11金7银1铜，为新西兰最为成功的残奥运动员。其亦代表该国参加英联邦运动会。

## 早年岁月
帕斯科于1993年1月8日出生于基督城，父母是加里和乔·帕斯科，她在基督城西南郊区哈尔斯韦尔附近的一个生活区长大。其姐为丽贝卡（Rebecca）。1995年9月23日，帕斯科不慎被父亲的除草机撞倒，造成膝下左腿截肢，右腿亦留下深疤。其曾就读于哈尔斯韦尔小学 和林肯高级中学（位于林肯，基督城卫星城）。
帕斯科七岁起开始练习游泳，八岁时由罗利·克赖顿执教，直至2022年。她在QEII游泳俱乐部训练，该俱乐部在其位于女王伊丽莎白二世公园的设施毁于2011年基督城地震后移师伯恩赛德杰莉公园。

## 游泳生涯
退役前，帕斯科参加S10级（最低肢障等级）自由泳、仰泳及蝶泳，SB9级蛙泳和SM10级个人混合泳。
北京残奥会期间，帕斯科分别在100蛙泳及蝶泳项目分获一金一银，稍后又在200米个人混合泳比赛卫冕冠军。及后，她与南非运动员希琳·萨皮罗共享100米仰泳金牌。当时帕斯科15岁，是为全队最年轻的运动员暨最年少的奖牌得主。
赛后，帕斯科在三菱汽车举办的全国投票活动中被评为新西兰最受欢迎的残奥会运动员，其因此获赠一台三菱VRX欧蓝德。鉴于其在游泳方面的贡献，帕斯科于2009年新年授勋仪式被授予新西兰功绩勋章。2012年2月，帕斯科被评为首位哈尔伯格奖年度残疾人运动员。
伦敦残奥会期间，帕斯科报名了六个项目，除2008年的四个得牌项目外，还增加了50米自由泳和100米自由泳。她保住了200米个人混合泳SM10级金牌，并以四秒之差（2:25.65）刷新了自己的世界纪录。其亦于100米蝶泳S10级比赛摘金，较此前在北京的银牌为佳，并以1分04秒43的成绩打破世界纪录，同时又在100米自由泳S10级比赛以1分00秒89的成绩打破残奥记录。帕斯科亦于50米自由泳S10级、100米仰泳S10级和100米蛙泳SB9级获得亚军。
2013年3月，帕斯科于在奥克兰举办的新西兰游泳锦标赛以29秒21的成绩突破了自己的50米蝶泳世界纪录。
里约残奥会期间，帕斯科参加了五个项目，但未报名100米蛙泳SB9级项目。她在100米仰泳、100米蝶泳与200米个人混合泳卫冕，其中，她在200米混合泳比赛创造了世界纪录。她还在50米和100米自由泳比赛中摘获银牌，均仅次于加拿大选手奥雷莉·里瓦德。其中，她在50米自由泳比赛的奖牌是新西兰第200枚残奥奖牌。她的金牌总数达到9枚（全部奖牌15枚），超过伊芙·里默（金牌8枚，奖牌总数14枚），成为新西兰最佳残奥运动员。
东京残奥会期间，帕斯科在100米自由泳S9级夺冠之后，于200米个人混合泳S9级摘金，是为其游泳生涯中第11枚暨最后一枚残奥金牌。此外，她在女子100米蛙泳SB8级比赛获得银牌，在女子100米仰泳S9级比赛获得铜牌。
在2022年新年授勋仪式上，帕斯科因在游泳领域有突出贡献再获新西兰功绩勋章，尊号女爵士。
帕斯科于2025年1月30日宣告退役。